# Franklinie

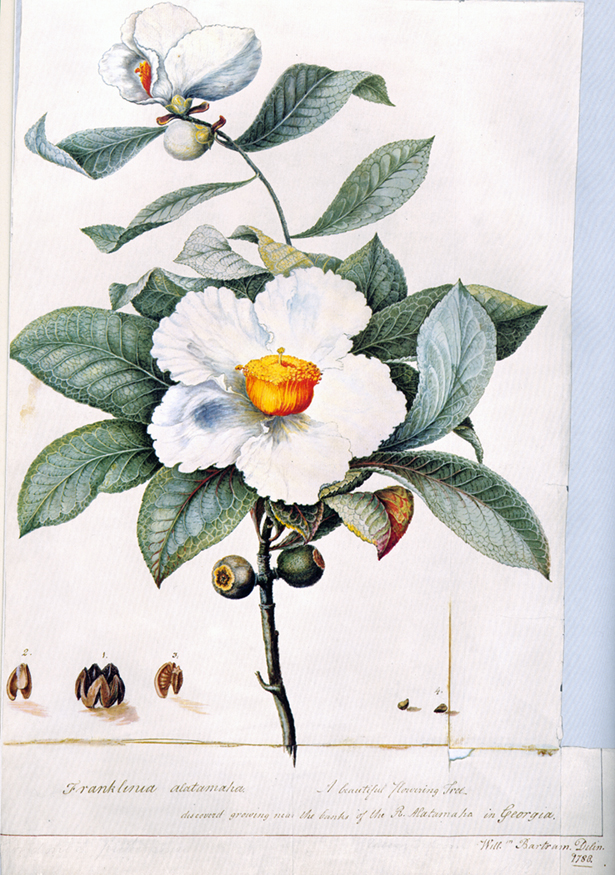
William Bartrams Illustration des Franklin Tree von 1788

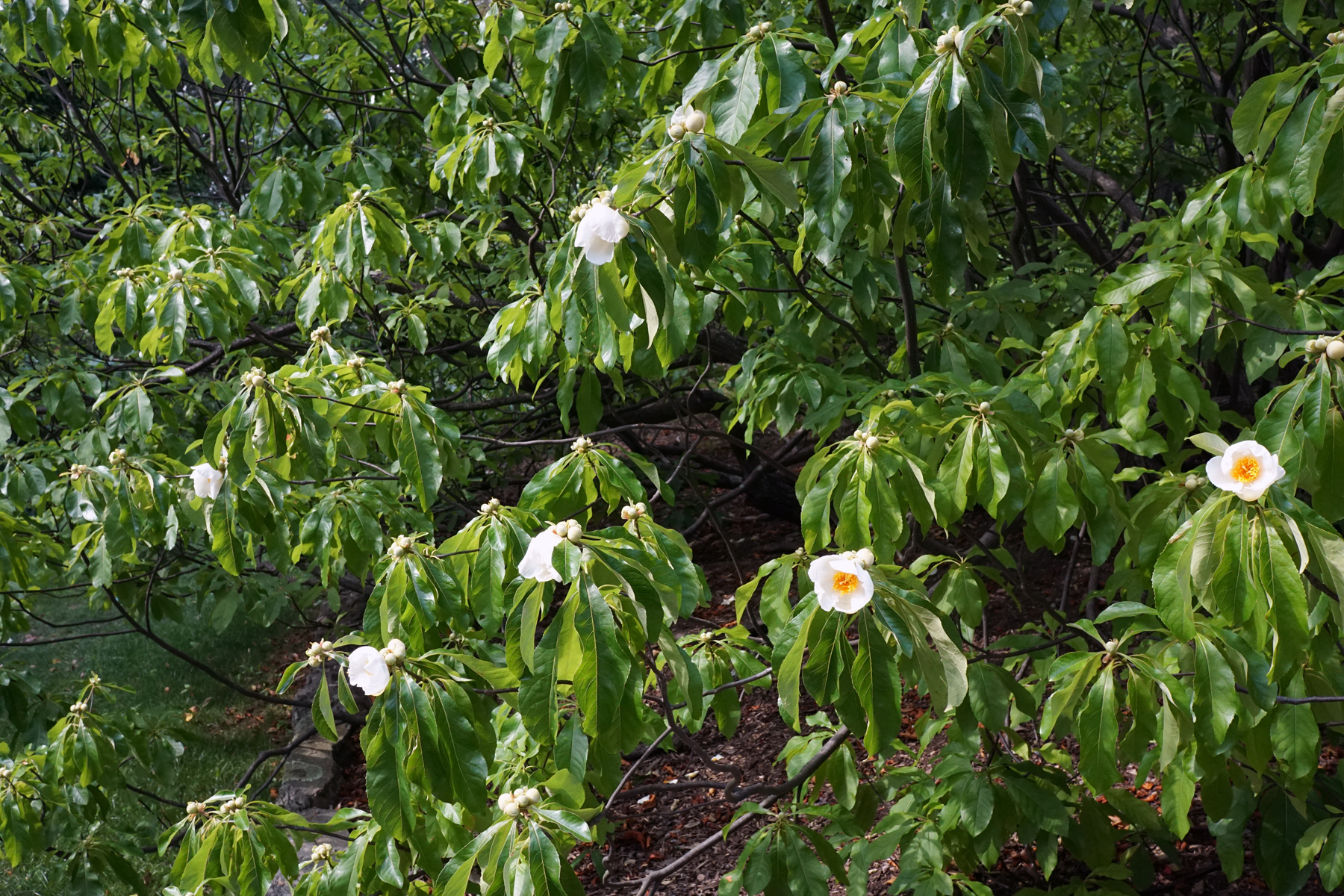
Blätter und Blüten

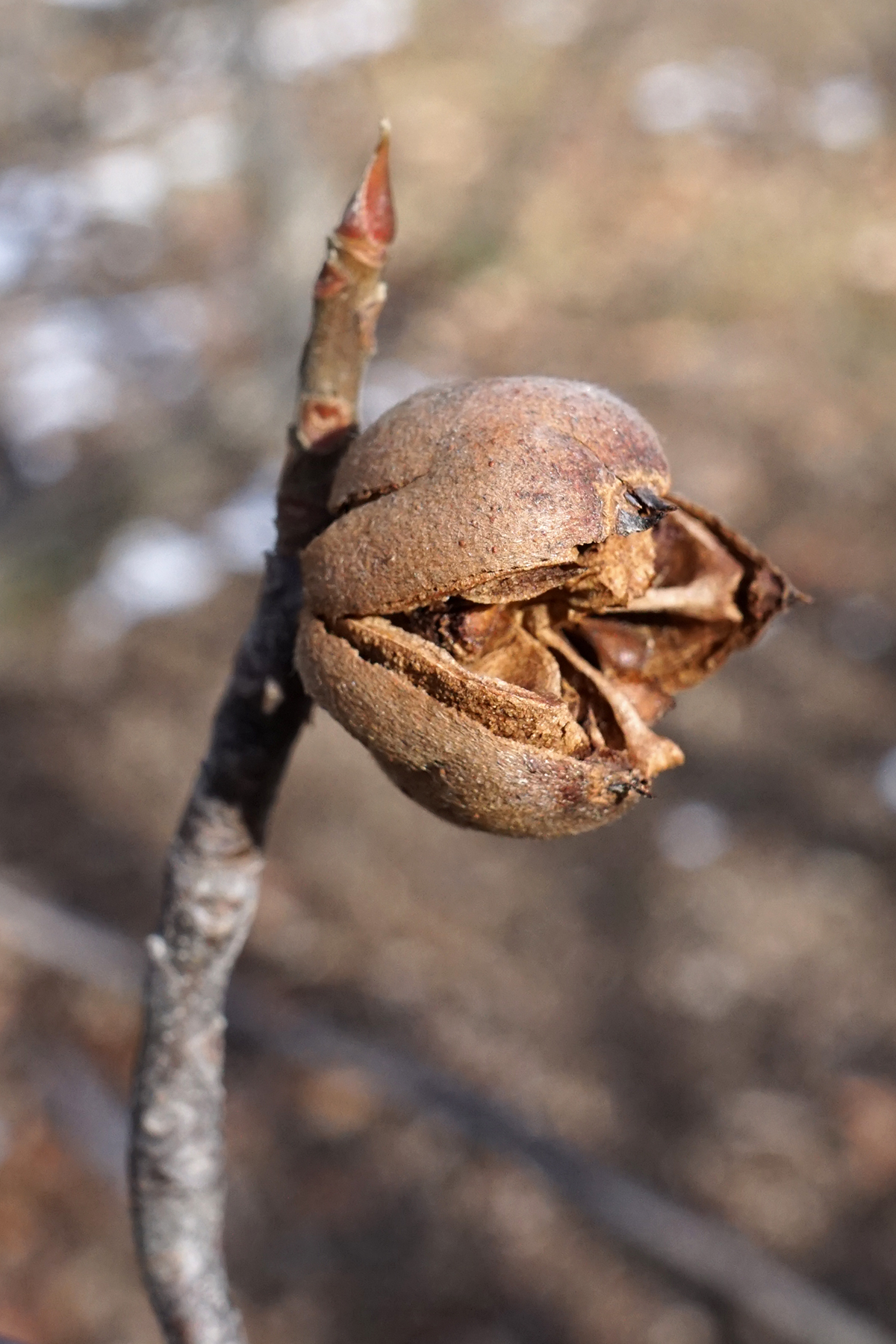
Frucht

Die Franklinie (Franklinia alatamaha), auch Franklinbaum genannt, ist die einzige Art der monotypischen Gattung Franklinia innerhalb der Familie der Teestrauchgewächse (Theaceae). Als Synonyme findet man: Franklinia alatama Raf., Gordonia franklinii L'Hér., Gordonia pubescens L'Hér. oder Gordonia alatamaha (Marshall) Sarg. Benannt wurde die Art nach dem Fluss Altamaha River im Süden der USA. Sie ist heute in freier Wildbahn ausgestorben.

## Beschreibung
Die Franklinie ist ein recht langsamwüchsiger, laubabwerfender Strauch oder kleiner Baum, der schon im unteren Bereich verzweigt oder sie ist mehrstämmig. Diese Art kann Wuchshöhen von über 7 (9) Meter erreichen. Der Stammdurchmesser erreicht bis zu 30 Zentimeter. Die grau-braune, rissige Rinde ist relativ glatt. 
Die wechselständigen, schraubigen, einfachen, dunkelgrünen, glänzenden und kurz gestielten Laubblätter an den Zweigenden sind bis etwa 20 cm lang. Sie sind verkehrt-eiförmig, -eilanzettlich, gesägt, stumpf bis rundspitzig oder bespitzt und unterseits behaart, mit keilförmiger Basis. Der kurze Blattstiel ist rinnig und behaart. Im Herbst ist das Laub in verschiedenen Rot-, Violett- oder Orangetönen gefärbt. 
Berühmt ist er durch seine duftenden, cremeweißen, schalenförmigen Blüten, die einen Durchmesser von 7 bis 12 cm erreichen. Die Blüten erscheinen meist einzeln und achselständig. Die gestielten und fünfzähligen Blüten mit doppelter Blütenhülle sind zwittrig. Die relativ kleinen, rundlichen und bootförmigen, außen seidig behaarten, bewimperten Kelchblätter sind abfallend. Die außen fein behaarten, dachigen, verkehrt-eiförmigen, bootförmigen Kronblätter sind wachsartig und bis 6 Zentimeter lang. Die vielen relativ kurzen, freien Staubblätter auf den Petalen sind goldgelb. Der mehrkammerige, zylindrische, rippige, behaarte Fruchtknoten ist oberständig mit kurzem, dickem, zylindrischem Griffel und gelappter Narbe. Die Blütezeit, die Ende September ihren Höhepunkt erreicht, dauert von Juli bis zum Herbst. Der süßriechende Duft hat einen Hauch von Orangeblüten.
Es werden vielsamige und rundliche, oberseits lokulizidale und unterseits septizide (sie öffnet sich von unten und von oben), bis 2 Zentimeter große, holzige, leicht behaarte Kapselfrüchte gebildet. Die kantigen, harten, etwa ei- oder halbmondförmigen, holzigen Samen sind 0,4–0,7 Zentimeter groß.

## Geschichte
Der „Franklin Tree“, wie er seit 1785 zu Ehren des amerikanischen Politikers Benjamin Franklin genannt wird, wurde im Oktober 1765 von John Bartram und seinem Sohn William an der Mündung des Altamaha River im McIntosh County, Georgia, USA entdeckt. Die Erstbeschreibung der Gattung Franklinia und der Art Franklinia alatamaha erfolgt 1785 durch Humphry Marshall.
Im Jahr 1803 wurde das letzte Exemplar dieses Baumes vom britischen Kunstgärtner und Pflanzenjäger John Lyon in der Wildnis gesehen. Als Ursache des Aussterbens wird eine Pilzerkrankung angesehen, die durch infizierte Baumwolle eingeschleppt wurde. Dank der Bemühungen der Bartrams existiert dieser Baum heute wieder in einigen Gärten der USA, Neuseelands, Kanadas und Europas. Sie waren die ersten, die Sämlinge und Setzlinge sammelten und diesen Baum somit vor dem endgültigen Aussterben retteten.
Heute können sich Gärtner aus aller Welt auf dem Gelände Bartram’s Garden in Pennsylvania, dem ehemaligen Anwesen der Bartrams, einen eigenen Baum online registrieren lassen. Im Jahr 1998 wurde unter dem Namen Franklinia Census eine weltweite Zählung existierender Exemplare durchgeführt. Die Zählung ergab ca. 1900 Exemplare in Gärten, botanischen Gärten oder Parks weltweit, die allesamt Nachkommen der Bäume sind, die die Bartrams einst in ihren Garten gepflanzt haben.
Bei deutschen „Kunstgärtnern“ (eine seit dem 19. Jahrhundert veraltete Bezeichnung) wird diese Art als „Franklinie“ bezeichnet. Nach der Statistik des Franklinia Census gab es in Deutschland 40 Exemplare, darunter eines im Botanischen Garten Bochum.